# Karel Štorkán
Karel Štorkán (5. května 1923 Hořovice – 12. dubna 2007 Staré Splavy) byl český spisovatel a scenárista, napsal také řadu odborných prací z oboru žurnalistiky. Tematicky čerpal ze života mládeže, sportovců a z oblasti kriminalistiky, spolupracoval s Československou a Českou televizí a filmem.

## Život
Za války se Štorkán vyučil soustružníkem a přihlásil se do státní průmyslové školy v Praze. Po studiích žurnalistiky na Vysoké škole politické a sociální (1947–1952) působil od 1952 na katedře žurnalistiky Filologické fakulty Univerzity Karlovy, od 1960 na fakultě žurnalistiky UK. Zde se prací Počátky českého dělnického tisku r. 1965 habilitoval a r. 1969 dosáhl titulu kandidát věd. 1970–1976 byl na této fakultě proděkanem, od 1976 vedl katedru periodického tisku.
V 50. letech začal psát prózy, v nichž chtěl popularizovat slavné osobnosti našeho sportu (Když chytal Plánička, Rekord nepadá z nebe). V kriminálních povídkách se snažil informovat veřejnost o aktuální problematice trestných činů. V 70. letech se jeho zájem posouvá k mládeži, jejímu citovému tápání, hledání místa v životě, o jejích zkreslených představách o světě a o životě. Zobrazuje přitom lidi z různých sociálních skupin od středoškoláků (My ztracený holky, Rodeo), přes vojáky (Půlnoční kolona) a sportovce až po učně (Kvočny a král). Tyto knihy jsou většinou napsány v první osobě ve snaze vžít se co nejvíce do pocitu svého hrdiny.
Od této tematiky se liší novela Milion, snažící se zachytit události, které za 1. republiky vedly ke zřícení budovy v Praze Na poříčí. Na námět původní rozhlasové hry Střílej oběma rukama, posléze uvedené i v Národním divadle a v televizi, vznikl dramatický román z doby kolektivizace vesnice Rozhodnutí. Ke konci života se Štorkán věnoval i historickým látkám.
Karel Štorkán publikoval v řadě novin a časopisů (Práce, Večerní Praha, Svět v obrazech). Řada próz byla podkladem filmových scénářů, Karel Štorkán je i autorem televizních seriálů. Zemřel záhy poté, co dopsal svoji poslední novelu věnovanou milenkám císaře Rudolfa II. Jeho dílo bylo sice poplatné době, v níž vznikalo, přesto bylo velice populární a čtené.

### Romány a povídky
- Druhá zlatá, 1955 (s Miroslavem Hladkým)
- Rekord nepadá z nebe, 1956
- Noc nemá konce, 1958 (pod pseudonymem K. Šifer, s S. Adamem)
- Když chytal Plánička, 1958
- Proč píská Veronika, 1962
- Slečny lehce přístupné, 1969 (zfilmováno)
- Hrozba zločinu, 1969
- Příliš mnoho žen, 1970
- My ztracený holky, 1971 (zfilmováno)
- Rodeo, 1972 (zfilmováno)
- Půlnoční kolona, 1973 (zfilmováno)
- Muž k zastřelení, 1974 (zfilmováno)
- Otevírání hrobu, 1974 (s M. Hýblem)
- Kvočny a král, 1976 (zfilmováno)
- Milión, 1976 (zfilmováno)
- Sladké hlouposti, 1976
- Rozhodnutí, 1978 (zfilmováno)
- Lvi salónů, 1979 (zfilmováno)
- Sbohem, maturito, 1980
- Setkání s Polyxenou, 1980
- Sbohem, Ilono, 1987
- Podivný spolužák, 1988
- Záhadná událost na nudapláži, 1991
- Zmatky lásky holky Kláry, 1995
- Moji učitelé lásky, 1997
- My ze stříbrného vrchu (2 díly), 1998
- Kat Mydlář – ve službách císařů, 2000
- Jan Žižka, psanec nebo geniální vojevůdce, 2000
- Hříšná léta české královny Žofie

### Hry
- Kouzelná skříňka, 1954 (loutková hra pro děti, s F. Tvrdkem)
- Střílej oběma rukama, 1978 (s J. Bednářem)

## Filmografie

### Herec
- Kanárská spojka, 1993 – pilot

### Náměty
- Neklidnou hladinou, 1962
- Pražské blues, 1963
- Slečny přijdou později, 1966, povídka Poslední klíč
- My, ztracený holky, 1972, novela
- Rodeo, 1972
- Půlnoční kolona, 1972 – novela
- Kvočny a král, 1974 – povídka
- Poslední ples na rožnovské plovárně, 1974 – novela
- Motiv pro vraždu, 3. povídka Kapsář, 1974
- Město nic neví, 1975
- Dům Na poříčí, 1976 – novela Milión
- Lvi salónů, 1978
- Hon na kočku, 1979
- Matěji, proč tě holky nechtějí?, 1981
- Sny o Zambezi, 1982 – novela
- Únos Moravanky, 1982
- Divoké pivo, 1993

### Scénáře
- My, ztracený holky, 1972
- Půlnoční kolona, 1972
- Kvočny a král, 1974
- Poslední ples na rožnovské plovárně, 1975
- Město nic neví, 1975
- Dům Na poříčí, 1976
- Lvi salónů, 1978
- Hon na kočku, 1979
- Matěji, proč tě holky nechtějí?, 1982
- Sny o Zambezi, 1982
- Únos Moravanky, 1982
- Bylo nás šest, 1986, TV seriál
- Divoké pivo, 1993
- Vražda kočky domácí, 2004 (televizní film)

### Odborná novinářská literatura
- Karel Štorkán, Milan Bauman, Umění interviewu, nakl. Novinář, Praha 1973 a 1983
- Skripta, Fakulta sociálních věd a publicistiky UK

### Díla s nezjištěným vročením
- Sázka pro dva (TV inscenace)
- Území strachu (TV inscenace)
- Alibi jako řemen (TV inscenace)
- Zkoušky z dospělosti (TV seriál)
- Chlapci a chlapi (TV seriál)

### Dramaturgie
- Maturita za školou, 1973
- Milenci v roce jedna, 1973
- Na startu je delfín, 1974
- Srdečný pozdrav ze zeměkoule, 1982